# بلفیلد (داکوتای شمالی)
بلفیلد(به انگلیسی: Belfield) شهری در ایالت داکوتای شمالی کشور ایالات متحده آمریکا است که جمعیت آن در سرشماری سال ۲۰۱۰ میلادی، ۸۰۰ نفر بوده‌است.